# Killing Car
Pour les articles homonymes, voir La Femme dangereuse.
Pour plus de détails, voir Fiche technique et Distribution.
Killing Car ou La Femme dangereuse est un film à suspense français réalisé par Jean Rollin et sorti en 1993. 

## Synopsis
Une jeune femme asiatique, dont le meurtre en série est l’occupation ordinaire, obéit a un curieux modus operandi : elle séduit en effet toujours ses proies avant de les mettre à mort, abandonnant finalement sur les cadavres une voiture en modèle réduit, après quoi elle s’éclipse. 
Les victimes s’amoncelant de manière vertigineuse, deux enquêteurs parisiens sont chargés de l’affaire.

## Fiche technique
- Titre : Killing Car ; La Femme dangereuse (titre alternatif)
- Réalisation : Jean Rollin
- Scénario : Jean Rollin
- Dialogues : Jean Rollin
- Photographie : Max Monteillet
- Musique : Philippe Bréjean
- Production : Jacques Michel, Jean-Claude Roy
- Sociétés de production : Tanagra Productions, Impex Films
- Pays d'origine :  France
- Langue : français
- Format : couleur - 16 mm (super 16) - 1,33:1 - son stéréo
- Durée : 89 minutes
- Date de sortie : France : 1993 (province)

## Distribution
- Tiki Tsang : la tueuse
- Frédérique Haymann
- Jean-René Gossart : premier inspecteur
- Jean-Jacques Lefeuvre : deuxième inspecteur
- Karin Swenson
- Jean-Pierre Bouyxou
- Jean-Loup Philippe
- Anissa Berkani-Rohmer
- Pascale Lemaire
- Karine Hulewicz
- Barbara Annovozi
- Oum Dierryla
- Fabienne Beze
- Méline Génot
- Yamina Tohari
- Pascal Montségur
- Samuel Tastet
- Morgan Buquen
- Maurice Rohmer
- Bertrang Biget
- Jean Rollin (non crédité)
- Christian Labrousse
- Jack Mitchell
- Michel Franck
- Véronique Fehl
- Elame Groom
- Jean-Louis Kirmann

## Autour du film
- Maladresse de jeu ou erreur technique : la tueuse réarme systématiquement la culasse de son pistolet semi-automatique avant chaque coup tiré, ce qui non seulement ne sert à rien (sauf pour le premier tir après un changement de chargeur), mais en outre aurait normalement pour effet de désarmer le coup suivant en éjectant la cartouche déjà en magasin prête à être tirée. La comédienne a vraisemblablement confondu le geste technique avec celui du réarmement du chien d’un revolver à barillet fonctionnant en double action, ou encore avec celui de l’éjection des douilles couplée au réarmement manuel systématique exigé par un fusil à pompe[1].